# Orthotrichum pseudostramineum
Orthotrichum pseudostramineum là một loài rêu trong họ Orthotrichaceae. Loài này được Dism. mô tả khoa học đầu tiên năm 1927.